# Stanly County
Stanly County är ett administrativt område i delstaten North Carolina, USA, med 60 585 invånare. Den administrativa huvudorten (county seat) är Albemarle. 

## Geografi
Enligt United States Census Bureau har countyt en total area på 1 047 km². 1 023 km² av den arean är land och 24 km² är vatten. 

### Angränsande countyn
- Rowan County - norr
- Davidson County - nordost
- Montgomery County - öster
- Anson County - syd-sydöst
- Union County - syd-sydväst
- Cabarrus County - väster